# Alderholmen
Alderholmen är en stadsdel i Gävle, belägen på en tidigare ö vid Gavleåns utlopp i Inre fjärden av Gävlebukten och därmed Bottenhavet. Här ligger bland annat gamla hamnmagasin och Gevalias kafferosteri. Sedan 2004 växer bostadsområdet eller stadsdelen Gävle Strand med tusentalet bostäder upp här. Kanalen som på två sidor skilde Alderholmen från fastlandet fylldes till stor del igen under 1960- och 1980-talen. I söder avgränsas Alderholmen av Gavleån.

## Bilder

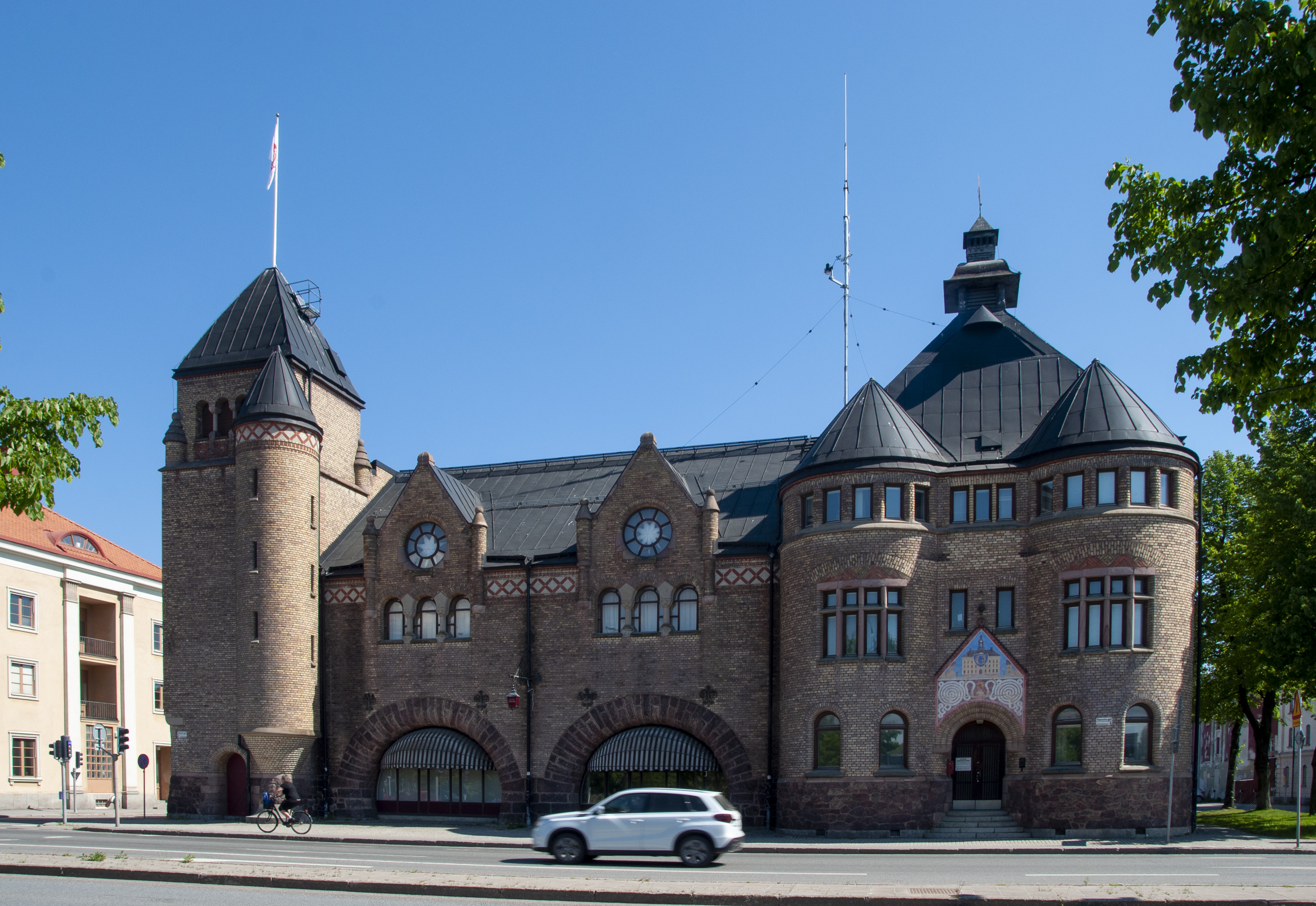
Gävle brandstation
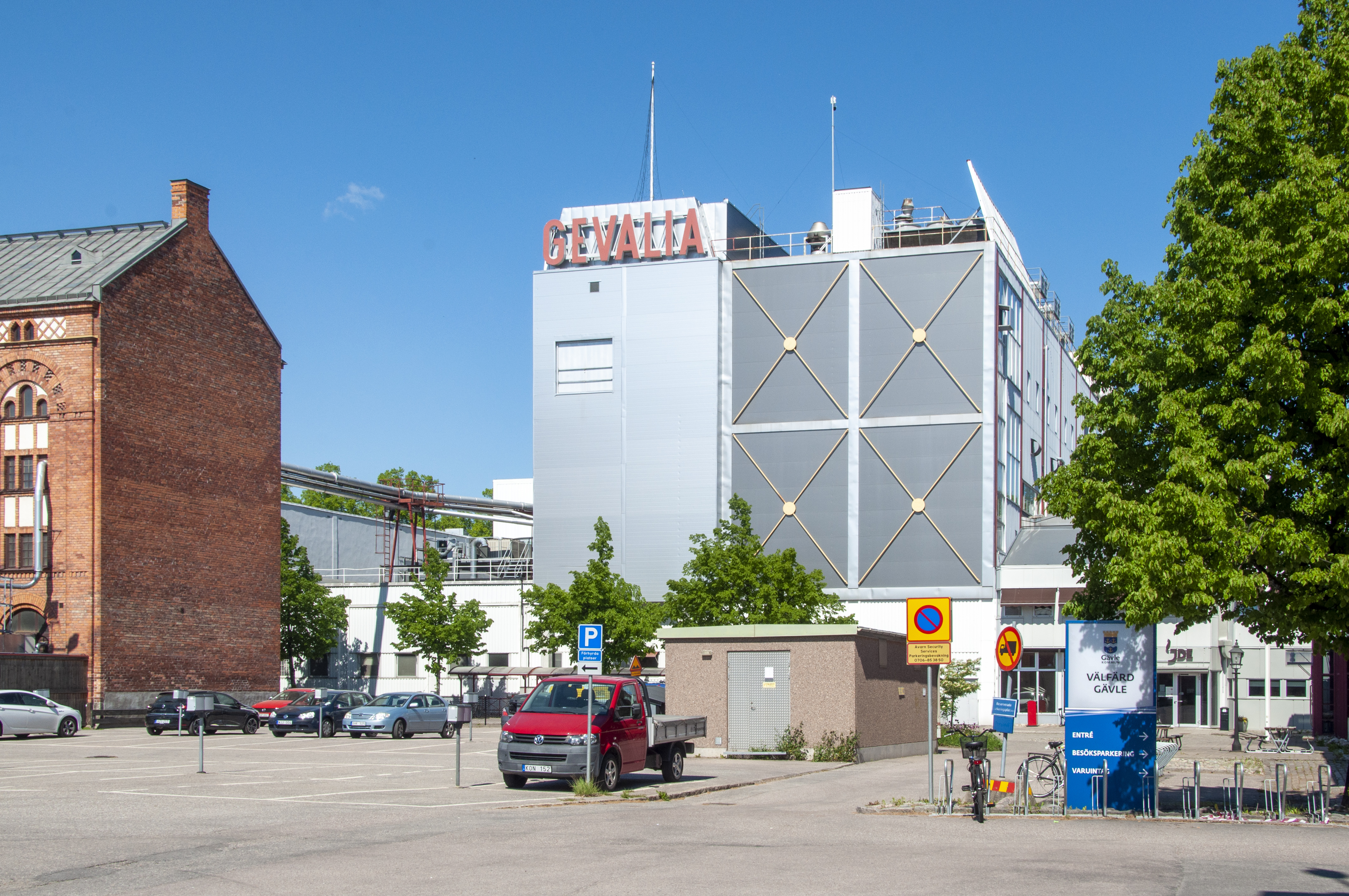
Gevalia
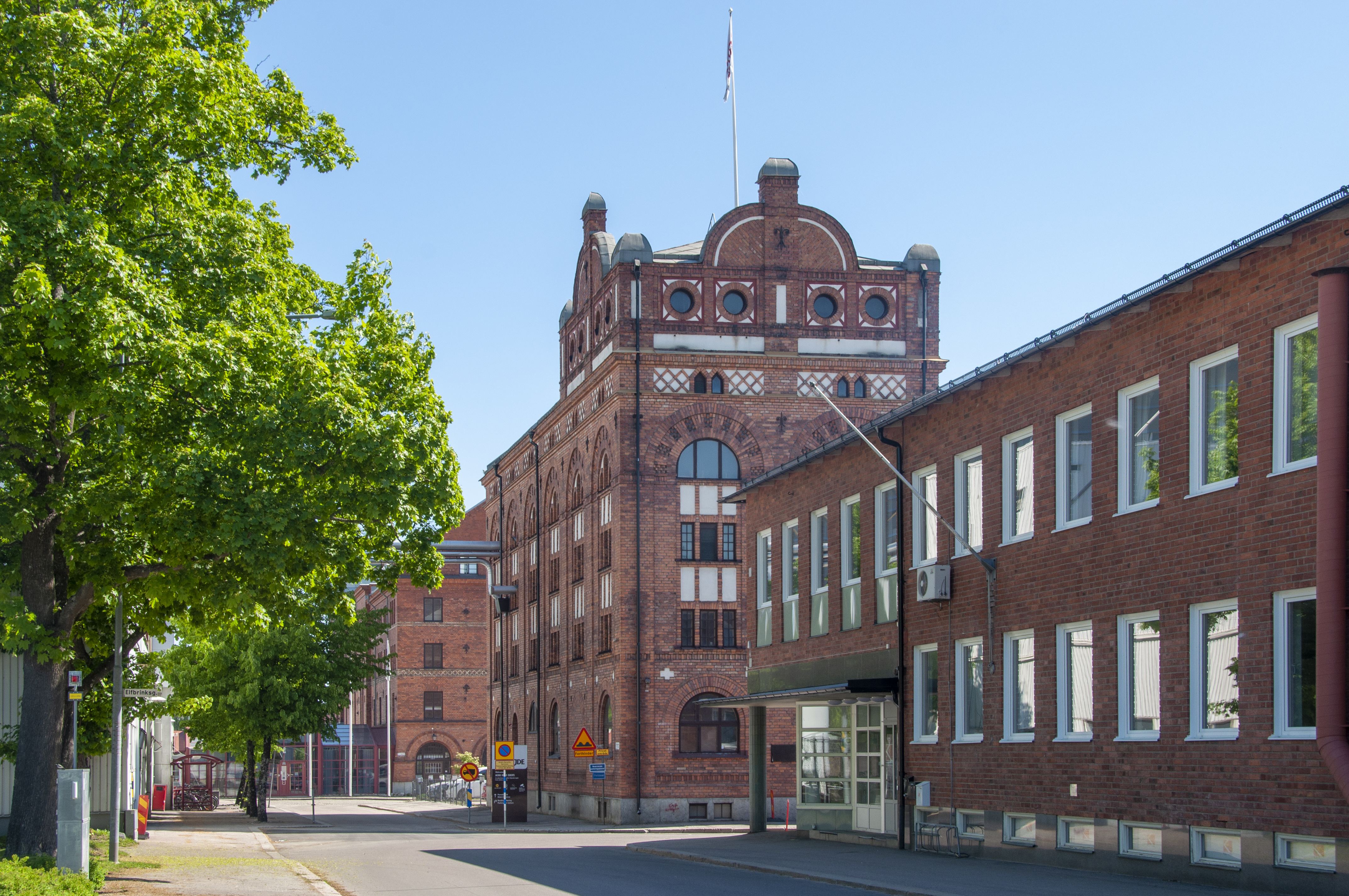
Magasinsbyggnader
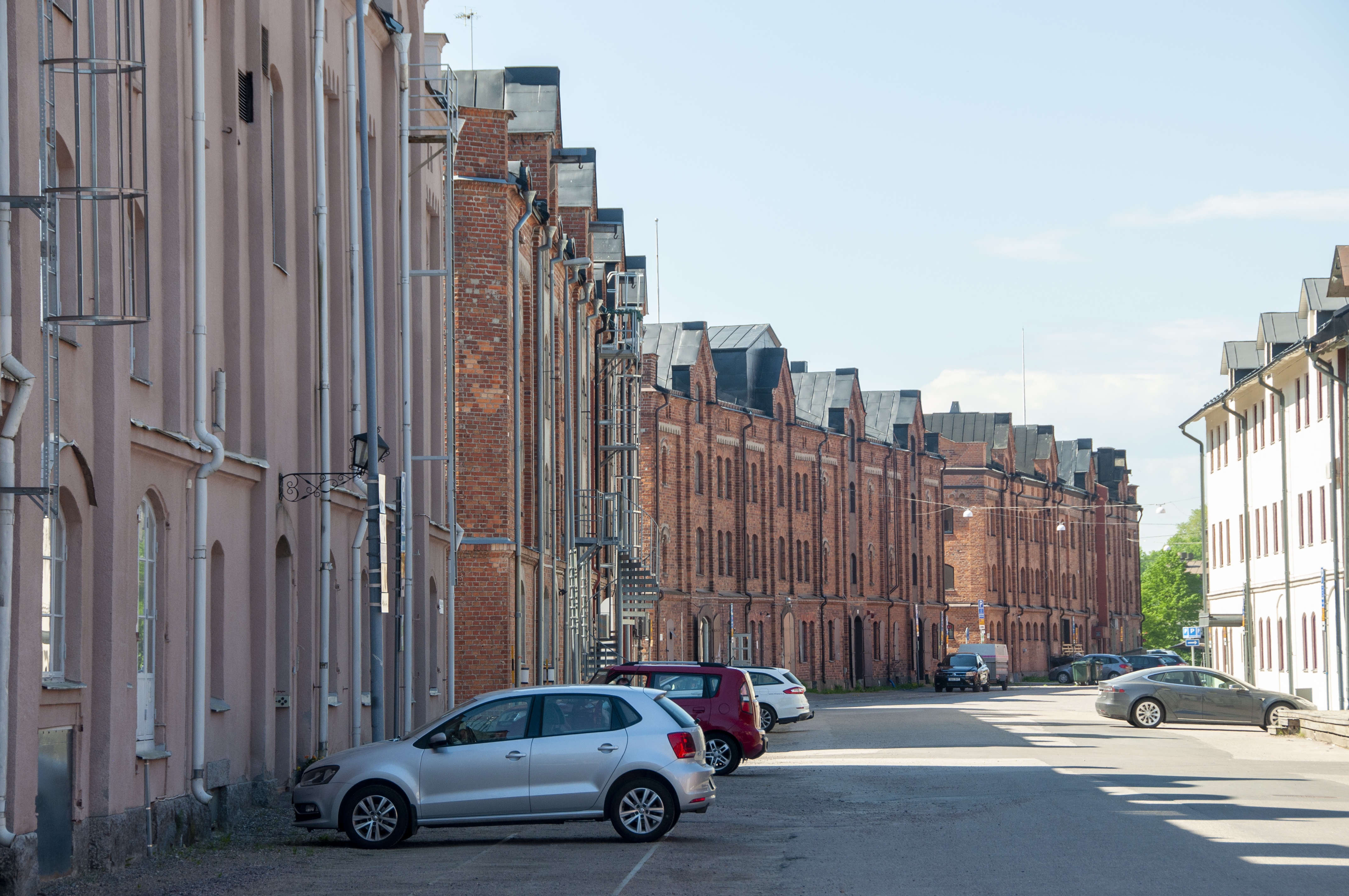
Magasinsbyggnader
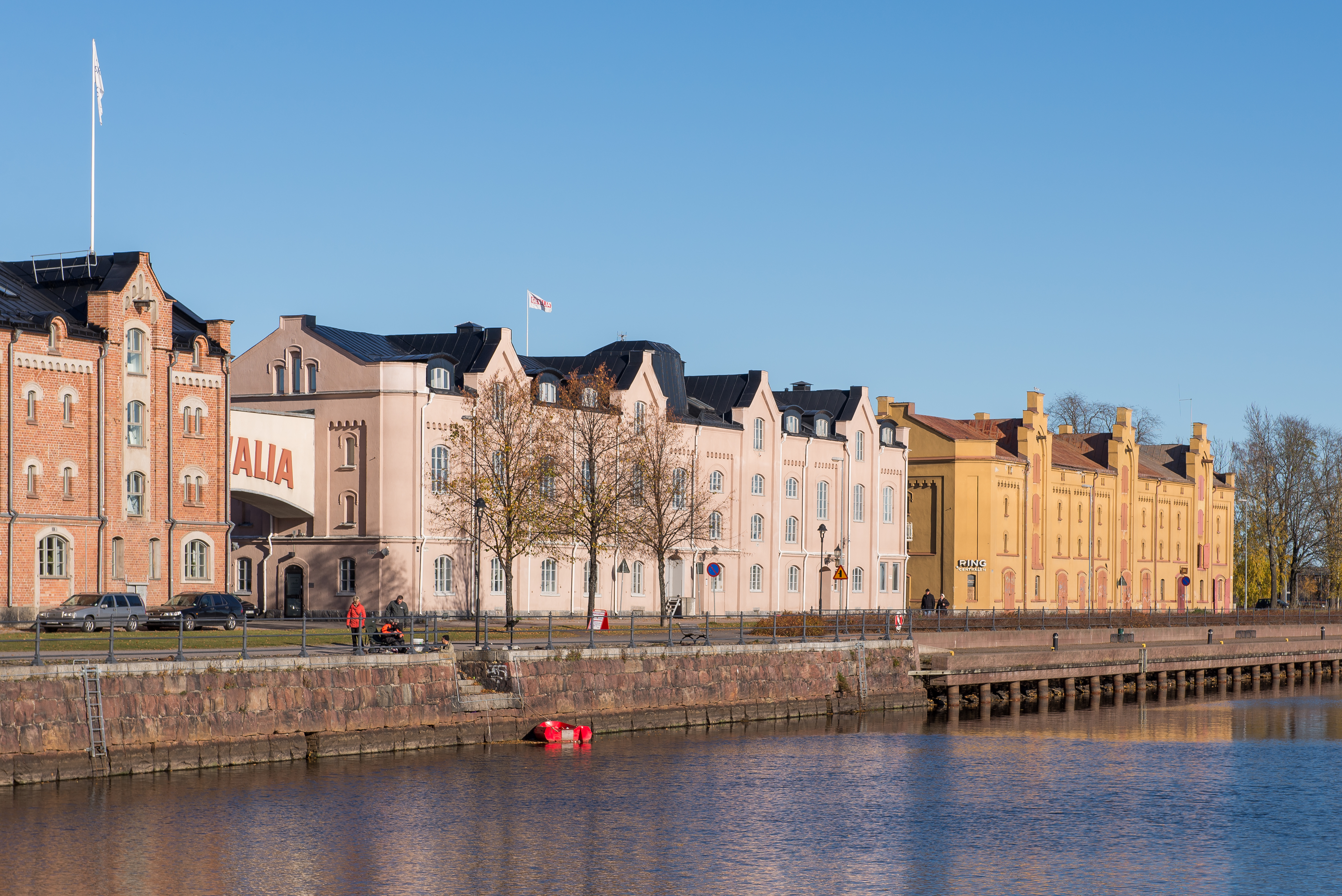
Magasinsbyggnader